# Bill Spence
Joseph William „Bill“ Spence (* 10. Januar 1926 in Hartlepool; † März 1993) war ein englischer Fußballspieler, der 1950 mit dem FC Portsmouth die englische Meisterschaft gewann.

## Karriere
Der aus dem Nordosten Englands stammende Spence wurde während seines Militärdienstes bei der Royal Navy in Corsham vom FC Portsmouth gescoutet und nach einem erfolgreichen Probetraining im März 1947 verpflichtet. Üblicherweise als rechter Läufer aufgeboten, spielte er mehrere Jahre im Reserveteam, erst Ende Oktober 1949 kam er nach Ausfällen von Reg Flewin und Bill Thompson für ein Heimspiel gegen Manchester United zu seinem Erstligadebüt. Beim torlosen Unentschieden vor 41.000 Zuschauern im Fratton Park war er erfolgreich für die Bewachung von Uniteds Mittelstürmer Jack Rowley zuständig. Spence gehörte auch die folgenden neun Ligapartien zum Aufgebot und vertrat dabei auch mehrfach den rechten Läufer Jimmy Scoular, bevor für die nächsten Monate Scoular, Flewin und Jimmy Dickinson wieder die Läuferreihe bildeten. In der Schlussphase der Saison 1949/50 ersetzte Spence erneut verletzungsbedingt Flewin, durch fünf Siege aus den letzten sieben Partien, darunter ein 2:0-Erfolg bei Tabellenführer Manchester United, rückte die Mannschaft noch vom fünften auf den ersten Tabellenplatz und verteidigte damit erfolgreich den Meistertitel, Spence hatte dabei insgesamt 17 Spiele bestritten. 
Im Herbst 1950 folgten drei weitere Ligaauftritte, bevor sich Spence wieder dauerhaft mit Einsätzen im Reserveteam begnügen musste, zudem folgten Verletzungsprobleme: ab Januar 1951 laborierte er mehrere Monate an einer Leistenzerrung, im August 1951 zog er sich eine Knochenabsplitterung zu und fiel erneut mehrere Monate aus. Im Dezember 1951 wechselte er gegen eine Ablösesumme von 8000 £ in die Football League Second Division zum Hauptstadtklub Queens Park Rangers. Unter Trainer Dave Mangnall befand sich das Team im Abstiegskampf der zweiten Liga und auch die Verpflichtung von Spence, der zum Mannschaftskapitän gemacht wurde, vermochte den Abstieg in die Third Division South nicht zu verhindern. Spence hatte nicht die übliche Physis eines Mittelläufers, stach aber mit seiner herausragenden Ballkontrolle heraus. Letztmals lief er im September 1953 auf, als er in einer Partie gegen den FC Southampton vor der Halbzeitpause Knieprobleme bekam und bis zum Ende des Spiels, Auswechslungen wurden erst 1965 gestattet, kaum mehr am Spielgeschehen teilnehmen konnte. In den folgenden zwei Jahren unterzog sich Spence mehrerer Operationen an beiden Knien, bevor er im Mai 1955 auf ärztlichen Rat hin nach 56 Ligaauftritten für QPR seine Profilaufbahn beendete.
Spence trat er in der Folge auf lokaler Ebene als Cricket-Spieler und Funktionär in seinem Wohnort Stanmore beim Stanmore Cricket Club in Erscheinung, mit dem er 1958 die Mayor of Harrow’s Charity Fund knock-out competition gewann. Im Amateurfußball spielte Spence noch bei den Old Regeians und Sudbury Court, wobei er bei seinem Auftritt für Sudbury im Middlesex Intermediate Cup wegen seiner Profi-Vergangenheit nicht spielberechtigt war, und die Partie nachträglich für den Gegner gewertet wurde.